# Seleção Camaronesa de Futebol de Areia
A Seleção Camaronesa de Futebol de Areia representa os Camarões nas competições internacionais de futebol de areia (ou beach soccer). A equipe dos Camarões foi a campeã do Campeonato de Futebol de Areia da CAF de 2006 e foi vice-campeã da temporada 2008.

## Títulos
- Campeonato de Futebol de Areia da CAF (1): 2006